# Harald Atmanspacher
Harald Atmanspacher (* 26. August 1955 in Witzenhausen) ist ein deutscher Physiker.

## Leben
Harald Atmanspacher stammt aus Nordhessen und studierte mit einem Stipendium der Studienstiftung des deutschen Volkes Physik an den Universitäten Göttingen (1976–1978), Zürich (1978–1979) und München (1979–1982). In München legte er 1982 das Diplom ab und wurde 1985 mit einer Arbeit zur nichtlineare Dynamik promoviert. Danach arbeitete er bis 1988 am Max-Planck-Institut für Astrophysik. Von 1986 bis 1988 war er Reimar-Lüst-Stipendiat und danach Wissenschaftlicher Mitarbeiter am Max-Planck-Institut für extraterrestrische Physik. 1995 habilitierte er sich an der Universität Potsdam in theoretischer Physik.
Von 1998 bis Ende 2013 war Harald Atmanspacher Leiter der Theoriegruppe des privatrechtlichen Institut für Grenzgebiete der Psychologie e. V., einem inoffiziellen An-Institut der Universität Freiburg im Breisgau.
2007 wurde er Mitglied des Collegiums Helveticum, wo er bis 2016 Associate Fellow war. Er ist Mitglied der Fakultät der Parmenides Stiftung München sowie Mitglied des Turing Zentrums Zürich.

## Schriften
- Resonatorinterne Absorption und nichtlineare Dynamik von Multimode-Lasersystemen. Dissertation. Universität München 1986.
- mit Gregor Morfill: Einführung in die Theorie des deterministischen Chaos. Vorlesung im Sommersemester 1986 an der Universität Heidelberg. Max-Planck-Institut für extraterrestrische Physik, Garching 1986.
- Die Vernunft der Metis. Theorie und Praxis einer integralen Wirklichkeit. Stuttgart, Metzler Verlag, 1993, ISBN 978-3-476-00884-8.
- Informationsdynamik. Habilitationsschrift. Universität Potsdam 1994.
- mit Hartmann Römer, Harald Walach: Weak quantum theory. Complementarity and entanglement in physics and beyond. In: Foundations of Physics. Band 32, 2002, S. 379–406 (Arxiv).
- mit Hans Primas: Pauli’s Ideas on Mind and Matter in the Context of Contemporary Science. In: Journal of Consciousness Studies. 13, 3, 2006, S. 5–50 (online, PDF; 267 kB).
- mit Dean Rickles: Dual-Aspect Monism and the Deep Structure of Meaning. Routledge, New York/London 2022, ISBN 978-1-032-21264-7.

Herausgeber
- mit Gerhard J. Dalenoort: Inside versus outside. Springer, Berlin 1994, ISBN 3-540-57088-8.
- mit Hans Primas, Eva Wertenschlag-Birkhäuser: Der Pauli-Jung-Dialog und seine Bedeutung für die moderne Wissenschaft. Springer, Berlin 1995, ISBN 3-540-58518-4.
- mit Eva Ruhnau: Time, temporality, now. Springer, Berlin 1997, ISBN 3-540-62486-4.
- mit Anton Amann, Ulrich Müller-Herold: On Quanta, Mind and Matter. Hans Primas in Context (= Fundamental Theories of Physics. Vol. 102). Springer, Berlin 1999, ISBN 0-7923-5696-9.
- mit Hans Primas: Recasting Reality. Wolfgang Pauli’s Philosophical Ideas and Contemporary Science. Springer, Berlin 2009, ISBN 978-3-540-85197-4.